# ボニーとクライド (アルバム)
『ボニーとクライド』（原題：Bonnie and Clyde）は、ブリジット・バルドーとセルジュ・ゲンスブールの連名で1968年に発表されたアルバム。

## 解説
1968年1月1日に放映されたテレビ番組『ブリジット・バルドー・ショウ』と連動した企画アルバム。ただし、権利関係の問題により、同番組で使用された全曲を収録できなかったため、ゲンスブールが既に発表していた6曲を追加した内容となっている。ゲンスブールは、バルドー主演の映画『気分を出してもう一度』（1959年公開、原題：Voulez-vous danser avec moi?）に出演しており、1962年にはバルドーに楽曲提供を始めているが、2人が恋人関係となったのは、1967年10月に『ブリジット・バルドー・ショウ』の企画が始まったことがきっかけであった。
バルドーとゲンスブールのデュエットによる「ボニーとクライド」は、実在の犯罪者カップルであるボニー・パーカーとクライド・バロウをモチーフとした楽曲で、本作と同時にEPとしてもリリースされた。同曲のためのレコーディング・セッションでは「ジュ・テーム・モワ・ノン・プリュ」も録音されたが、バルドーの意向により1986年に至るまでお蔵入りとなった。

## 収録曲
特記なき楽曲はセルジュ・ゲンスブール作詞・作曲。
1. ボニーとクライド - "Bonnie and Clyde" - 4:19
  - バルドーとゲンスブールのデュエットによる新曲。後に、2007年のジャッキーチェン、クリス・タッカー主演の映画「ラッシュアワー３」で劇中歌（劇場の演目）として使用された。
2. 恋は風船ガム - "Bubble Gum" - 1:48
  - バルドーの1965年のシングル・ヒット曲。
3. コミック・ストリップ - "Comic Strip" - 2:14
  - ゲンスブールのEP「Mr. Gainsbourg」（1967年）より。
4. いつものように - "Un jour comme un autre" (Gérard Bourgeois, Jean-Max Rivière) - 2:23
  - バルドーのアルバム『B.B.』（1964年）より。
5. 可哀そうなローラ - "Pauvre Lola" - 2:24
  - ゲンスブールのアルバム『ゲンスブール・パーカッション』（1964年）より。
6. 唇によだれ - "L'eau à la bouche" (Serge Gainsbourg, Alain Goraguer) - 2:33
  - ゲンスブールが映画『唇によだれ』（1959年公開、原題：L'eau à la bouche）の主題歌として発表した曲。
7. ジャヴァネーズ - "La Javanaise" - 2:31
  - ゲンスブールのEP「Vilaine Fille Mauvais Garçon」（1963年）より。
8. ふたりの夏にさよなら - "La madrague" (G. Bourgeois, J. M. Rivière) - 2:36
  - バルドーのアルバム『Brigitte Bardot』（1963年）より。
9. イントキシケイティッド・マン - "Intoxicated Man" - 2:40
  - ゲンスブールのアルバム『No. 4』（1962年）より。
10. エヴリバディ・ラヴズ・マイ・ベイビー - "Everybody Loves My Baby" (Jack Palmer, Spencer Williams) - 2:14
  - バルドーのアルバム『Brigitte Bardot』（1963年）より。
11. ボードレール - "Baudelaire" (Charles Baudelaire, S. Gainsbourg) - 2:30
  - ゲンスブールのアルバム『No. 4』（1962年）より。
12. ジキルとハイド - "Docteur Jekyll and Mister Hyde" - 2:00
  - ゲンスブールのEP「Qui est "in" qui est "out"」（1966年）より。